# Nawaf Szukr Allah
Nawaf Abd Allah Ghajjas Szukr Allah (arab. ‏نواف شكر الله‎; ur. 13 października 1976) – sędzia piłkarski pochodzący z Bahrajnu. 
Od 2007 jest sędzią FIFA. Szukr Allah sędziował spotkania kwalifikacyjne do Mistrzostw Świata w Piłce Nożnej 2014. Został mianowany jednym z 25 sędziów na Mistrzostwach Świata w Piłce Nożnej 2014 oraz Mistrzostwach Świata w Piłce Nożnej 2018.

## Sędziowane mecze Mistrzostw Świata 2014
| Mecz                  | Data       | Miejsce                          | Runda        | Wynik | Żółta kartka | Czerwona kartka |
| --------------------- | ---------- | -------------------------------- | ------------ | ----- | ------------ | --------------- |
| Australia – Hiszpania | 23.06.2014 | Arena da Baixada, Kurytyba       | Faza grupowa | 0:3   | 3            | 0               |
| Portugalia – Ghana    | 26.06.2014 | Estádio Mané Garrincha, Brasília | Faza grupowa | 2:1   | 3            | 0               |

## Sędziowane mecze Mistrzostw Świata 2018
| Mecz             | Data       | Miejsce                   | Runda        | Wynik | Żółta kartka | Czerwona kartka |
| ---------------- | ---------- | ------------------------- | ------------ | ----- | ------------ | --------------- |
| Polska – Senegal | 19.06.2018 | Otkrytije Ariena, Moskwa  | Faza grupowa | 1:2   | 3            | 0               |
| Panama – Tunezja | 28.06.2018 | Mordowija Ariena, Sarańsk | Faza grupowa | 1:2   | 6            | 0               |